# Obłaz (Wielka Racza)
Obłaz (słow. Uplaz 1043 m) lub Upłaz – szczyt w Grupie Wielkiej Raczy w Beskidzie Żywiecko-Kisuckim. Znajduje się w głównym grzbiecie, przez który biegnie granica polsko-słowacka oraz Wielki Europejski Dział Wodny. Obłaz znajduje się w tym grzbiecie pomiędzy Wielkim Przysłopem (1037 m) a Wielką Raczą (1236 m). Zachodnie stoki Obłazu są słowackie i opadają do doliny Oszczadnicy, wschodnie są polskie i opadają do doliny potoku Racza.
Polskie stoki Obłazu znajdują się w granicach miejscowości Rycerka Górna w województwie śląskim, w powiecie żywieckim, w gminie Rajcza. W regionalizacji fizycznogeograficznej Polski według Jerzego Kondrackiego Grupa Wielkiej Raczy zaliczana jest do Beskidu Żywieckiego, w nowszej polskiej regionalizacji z 2018 roku do Beskidu Żywiecko-Kisuckiego, na Słowacji do Beskidu Kisuckiego. Polskie stoki porasta las, na słowackich znajdują się duże polany i trawersuje je droga leśna. Przez szczyt prowadzi czerwony szlak graniczny, natomiast wschodnimi stokami szlak żółty na Wielką Raczę.

## Szlaki turystyczne
Zwardoń – Kikula – Magura – Mały Przysłop – Wielki Przysłop – Wielka Racza. 4:45 godz, z powrotem 4:15 godz.
 Rycerka Górna – Wielka Racza